# Adriano di Castello
Adriano di Castello, le cardinal de Hereford, le cardinal de Bath ou le cardinal de Corneto (né le 10 juin 1453 à Corneto dans le Latium, Italie, alors dans les États pontificaux et mort à Venise entre décembre 1521 et janvier 1522), est un cardinal italien du début du XVIe siècle.

## Biographie
Adriano di Castello est protonotaire apostolique, clerc à la chambre apostolique et collecteur du denier de Saint-Pierre en Angleterre. Il est secrétaire et trésorier du pape et ambassadeur de l'Angleterre près du Saint-Siège. Il est nommé évêque de Hereford en 1502.
Le pape Alexandre VI le crée cardinal lors du consistoire du 31 mai 1503 (publié le 2 juin suivant). Le cardinal di Castello est nommé évêque de Bath et Wells en 1504.
Il participe au complot des cardinaux Bandinello Sauli et Alfonso Petrucci pour assassiner le pape Léon X. Il est pardonné après le payement d'une amende de 12 500 ducati, mais il s'enfuit à Venise et est déposé comme cardinal par le pape pour désobéissance.
Le cardinal di Castello est un ami de Polydore Vergil, historien et homme de lettres. Il est l'un des meilleurs latinistes de son temps et un grand humaniste. Il est l'auteur du poème latin Venatio (Aldus, 1505) et des traités De vera philosophia ex quatuor doctoribus ecclesiae (Bologne, 1507) et De Sermone Latino et modo Latine loquendi (Bâle, 1513). Il est assassiné par un domestique.
Di Castello participe aux deux conclaves de 1503 (élection de Pie III et de Jules II) et à celui de 1513 (élection de Léon X).